# Speaker van het Britse Lagerhuis

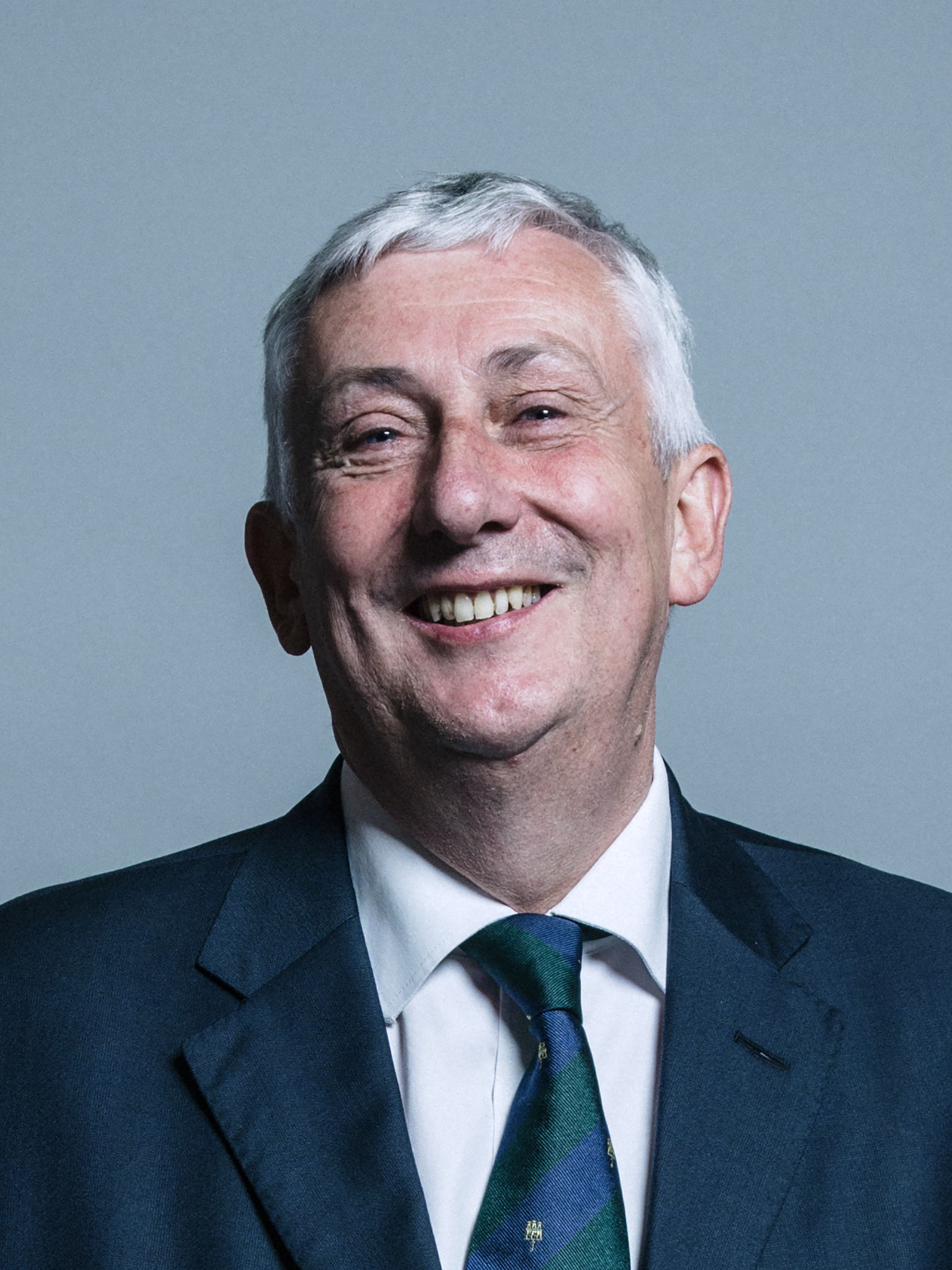
Lindsay Hoyle, Speaker sinds 4 november 2019

De Speaker van het Lagerhuis (Engels: Speaker of the House of Commons) is de voorzitter van het Britse Lagerhuis, en wordt van oudsher gezien als de eerste burger van het land.
De voorzitter zit de plenaire debatten voor en bepaalt wie er mag spreken. Hij is ook verantwoordelijk voor ordehandhaving in het parlement en kan leden straffen die zich niet aan de regels houden. De Speaker blijft partijloos en verbreekt zijn banden met politieke partijen als hij aan zijn functie begint. Hij neemt ook slechts deel aan stemmingen als de stemmen staken. Als hij zich bij de volgende Lagerhuisverkiezingen opnieuw verkiesbaar stelt, doet hij dit evenmin onder de naam van een partij, maar als 'The Speaker seeking re-election'.
In 1992 was Betty Boothroyd de eerste vrouw die gekozen werd tot Speaker.
Michael Martin trad op 21 juni 2009 af vanwege het declaratieschandaal. Hij is de eerste speaker die ontslag heeft genomen sinds John Trevor in 1695. Zijn opvolger, John Bercow, werd op 22 juni 2009 gekozen en legde zijn taak neer op 31 oktober 2019. Op 4 november 2019 werd Sir Lindsay Hoyle gekozen tot de opvolger van Bercow. Hoyle was tot dat moment lid van de Labourfractie en tevens Deputy Speaker (plaatsvervangend voorzitter).

## Tradities
De werkwijze van het Lagerhuis en de functie van Speaker kennen van oudsher diverse tradities, die in de 20e en 21e eeuw werden gemoderniseerd. De traditionele pruik werd in 1992 door Betty Boothroyd afgeschaft. Michael Martin was de eerste die geen zijden kniekousen en schoenen met gesp meer droeg en John Bercow verving de ceremoniële toga door een net pak. Wel gebleven is de traditie om de nieuw verkozen, "onwillige" Speaker op zijn eerste dag door enkele Lagerhuisleden naar zijn zetel te laten sleuren. Deze traditie vindt zijn oorsprong in het feit dat het de taak van de Speaker was om de besluiten van het Huis kenbaar te maken aan de monarch. Hij riskeerde hierbij een woede-uitbarsting wanneer het besluit in het nadeel van de vorst was.
Lindsay Hoyle kondigde na zijn aantreden in november 2019 aan dat hij bij bijzondere gelegenheden de pruik en de ceremoniële klederdracht in ere zou herstellen.
Het is gebruikelijk een vertrekkende Speaker een Life Peerage te verlenen (in de adelstand te verheffen), zodat hij of zij kan plaatsnemen in het House of Lords, de andere kamer van het Britse parlement. In het geval van John Bercow werd in 2019 voor het eerst in 250 jaar deze traditie niet gevolgd.

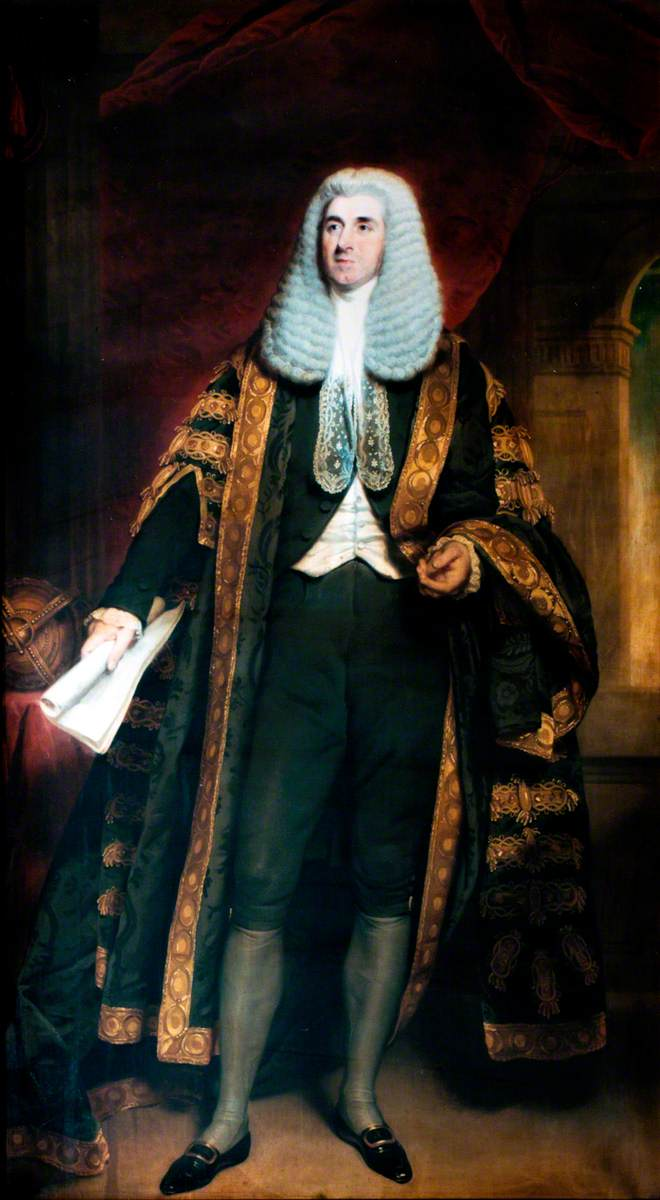
Charles Shaw-Lefevre (Speaker van 1839 tot 1857) met pruik en toga zoals die gedragen werden tot eind 20e eeuw